# Alessandra Negrini
Alessandra Negrini (San Paolo, 29 agosto 1970) è un'attrice brasiliana.
Il suo nome completo è Alessandra Vidal de Negreiros Negrini.

## Biografia
Italo-brasiliana paulistana, è figlia dell'ingegnere Luiz Eduardo Osório Negrini e della pedagogista Neusa Vidal de Negreiros.
In attività dal 1993, è attrice cinematografica, televisiva e teatrale. Sul grande schermo è stata diretta da Bruno Barreto, che le ha assegnato una parte nel film 4 giorni a settembre, candidato poi all'Oscar. In televisione ha preso parte a diverse telenovelas di successo come Olho no Olho, Paraíso Tropical e Lado a lado.

## Vita privata
Dal 1995 al 2000 è stata sentimentalmente legata al collega Murilo Benício, col quale ha avuto un figlio.

## Filmografia parziale

### Serie TV
- Città invisibile (2021)